# Nouillonpont
 Nouillonpont  là một xã thuộc tỉnh Meuse trong vùng Grand Est đông nam nước Pháp. Xã này nằm ở khu vực có độ cao trung bình 225 mét trên mực nước biển.
Thị trấn nằm ở hữu ngạn sông Othain, sông tạo thành phần lớn ranh giới phía tây.